# Farní sbor Českobratrské církve evangelické v Poděbradech
Farní sbor sdružuje evangelíky ve městě Poděbrady a okolí. Sbor vznikl v roce 1895. Patří do Poděbradského seniorátu Českobratrské církve evangelické.

## Dějiny
Dějiny evangelíků v Poděbradech sahají již do počátků české reformace. Boček starší z Poděbrad přidal svou pečeť na protestní list proti Husově upálení v Kostnici. V následujícím období bylo poděbradské obyvatelstvo převážně utrakvistické a poděbradské fary až do roku 1580 obsazovány kněžími podobojí. Po vydání Rudolfova mandátu, který dal právo obsazovat fary výhradně arcibiskupovi, byla poděbradská fara obsazována kněžími katolickými, proti čemuž si obyvatelé neúspěšně stěžovali. Během stavovského povstání se na faru na čas vrátili utrakvističtí kněží Václav Matys a Václav Šindler. Zároveň v Poděbradech působí Jednota bratrská, ke které se hlásí i poděbradský hejtman Mikuláš Klusák z Kostelce. Po bitvě na Bílé hoře museli z města odejít evangeličtí učitelé i kazatelé. V roce 1627 se do Saska odstěhovala řada měšťanských a okolních zemanských rodin, ostatní byli nuceni přistoupit k víře katolické. Přesto ještě v roce 1650 zůstává v Poděbradech 50 evangelíků. V 18. století pak dochází k dalšímu stěhování do Rixdorfu u Berlína a do Slezska. Pobělohorské období je i na Poděbradsku provázeno domovními prohlídkami, při kterých byly zabavovány staré i nové tisky evangelických knih, které svědčí o kontaktech s protestantskou cizinou.

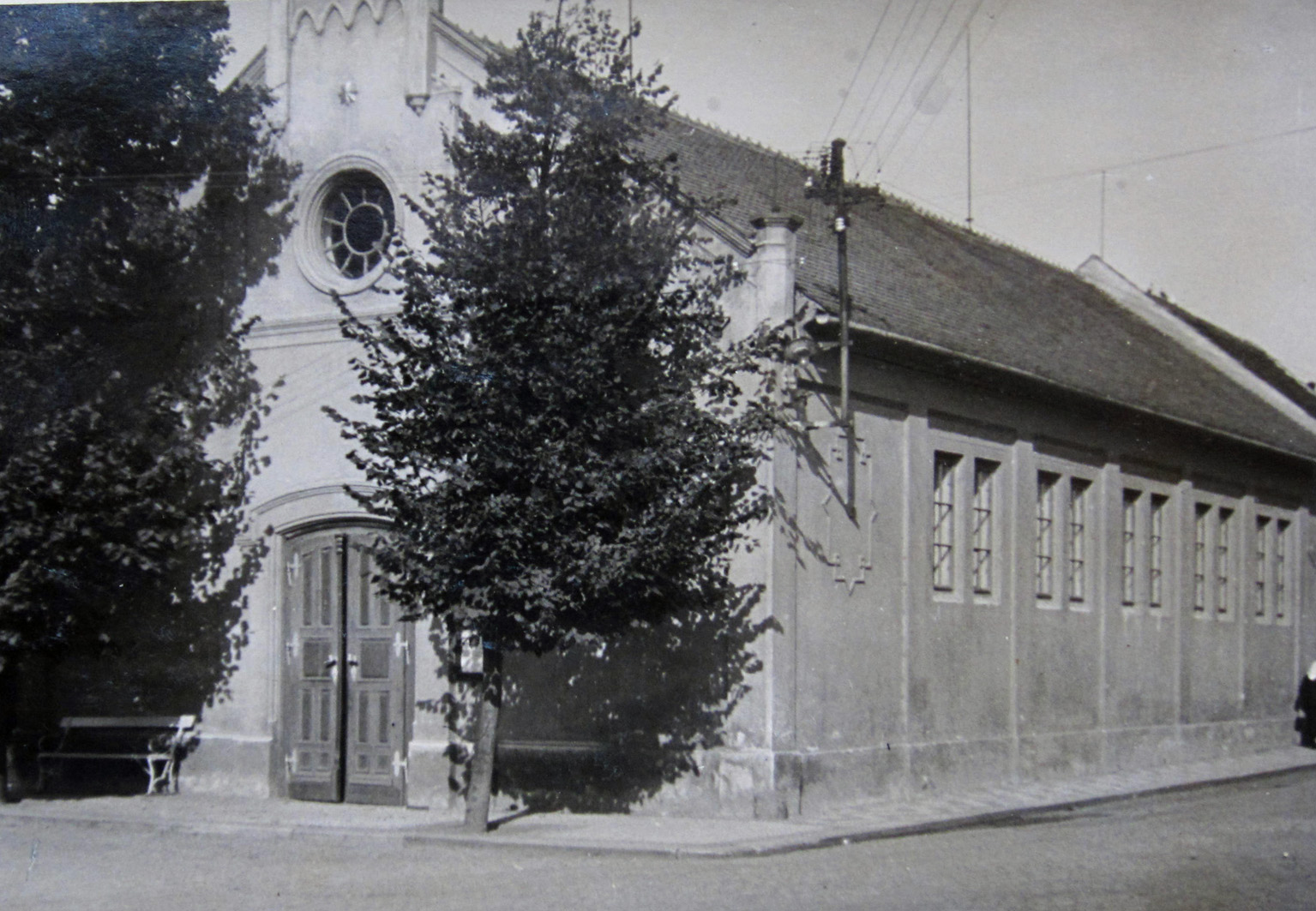
Starý evangelický kostel na Nymburském předměstí

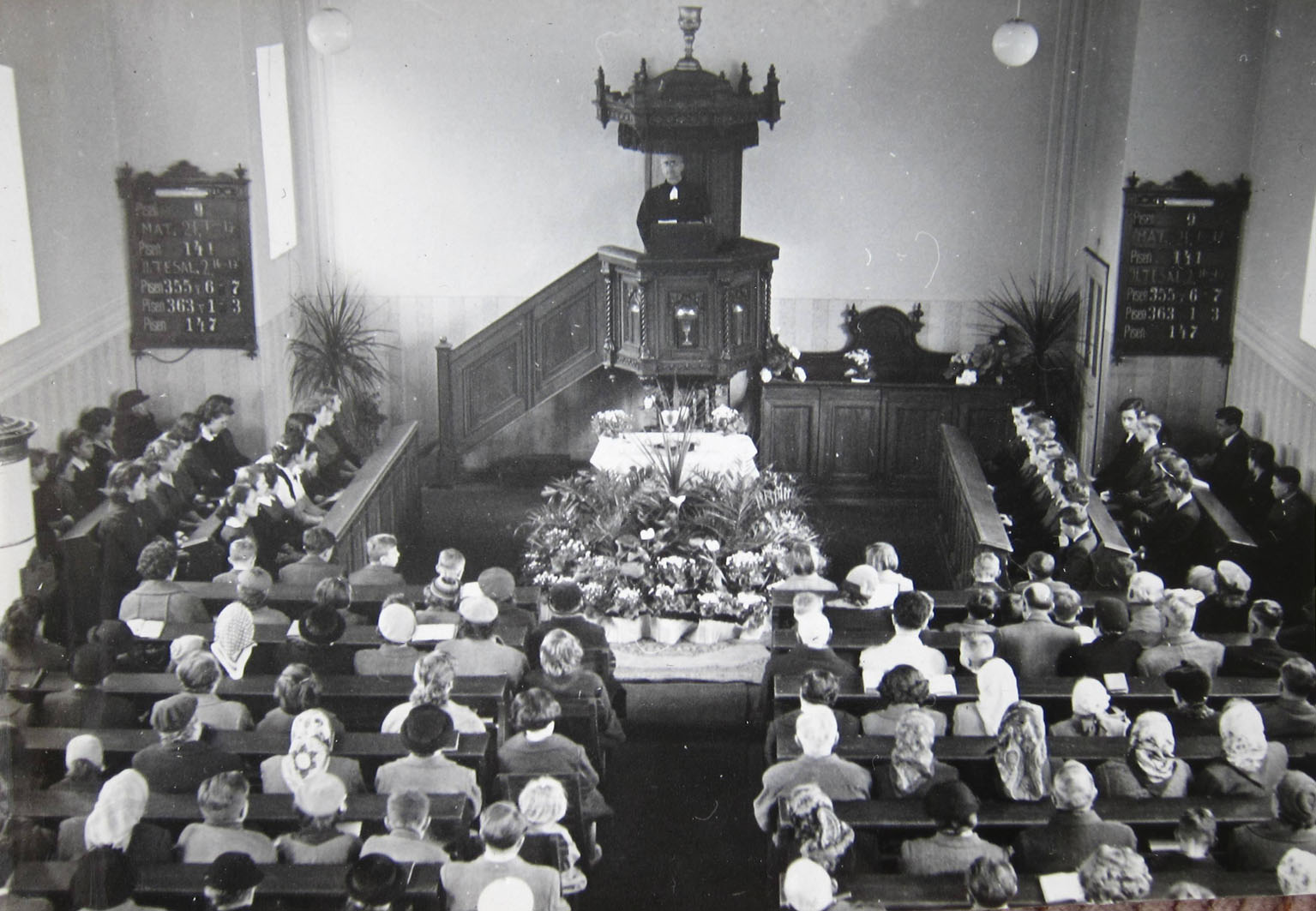
Bohoslužby ve starém kostele

Po vydání Tolerančního patentu v roce 1781 se na poděbradsku přihlásí převážně k reformovanému vyznání velké množství obyvatel, v samotných Poděbradech ale pouze jeden - Jan Jelínek Teprve v roce 1870 je v Poděbradech založena kazatelská stanice sboru reformované církve v Libici nad Cidlinou. To už se k evangelictví hlásí ve městě 250 obyvatel. Samostatný poděbradský sbor vzniká v roce 1895 osamostatněním kazatelské stanice a přifařením vesnic Polabec, Kluk, Přední Lhota, Zboží, Křečkov patřících do té doby ke sborům v Hořátvi, Libici a Chlebích. Jeho prvním farářem je Alois Ludvík Jelen, do té doby farář libického sboru.
V roce 1918 dochází v Československu ke spojení tehdejších evangelických církví reformovaného a luterského vyznání a vzniká Českobratrská církev evangelická, do níž sbor patří. V této době již má 900 členů, v roce 1923 má 1334 členů a v meziválečném období patří mezi největší sbory v církvi. Žije aktivním společenským životem, časté a hojně navštěvované jsou přednášky pro veřejnost, funguje v něm pěvecký sbor. Po druhé světové válce dochází k postupnému úbytku členů, nejprve stěhováním do pohraničí, posléze především sekularizací. Většinu svých aktivit si stále zachovává a i v této době v něm vedle faráře pracuje i sborová sestra a katechetka.

## Kostely a fary
Jako shromaždiště v období kazatelské stanice sloužila pronajatá místnost v domě vedle Okresního domu na Jiřího náměstí. Již v roce 1878 ale sbor koupil státní budovu a přestavil ji na kostel (modlitebnu) - na tehdejším Nymburském předměstí vedle židovské synagogy. Tento kostel je v roce 1962 zrušen a posléze zbourán kvůli silnici, které překáží. Zbouraný kostel byl již při svém vzniku považován za provizorní řešení, než bude dostatek prostředků na budovu větší, na kterou již dokonce byly vypracovány plány. Protože však za komunistické vlády přišel sbor o pozemky, z jejichž výnosů měla být stavba financována, byla nová modlitebna v roce 1962 vybudována přestavbou staré fary. Zde je evangelický kostel dodnes. V 90. letech 20. století je nově rekonstruován podle návrhu ak. arch. Jiřího Veselého do své dnešní podoby. Sborové prostory byly rozšířeny a vybudován další sál pro setkávání nazvaný Ekklésia.

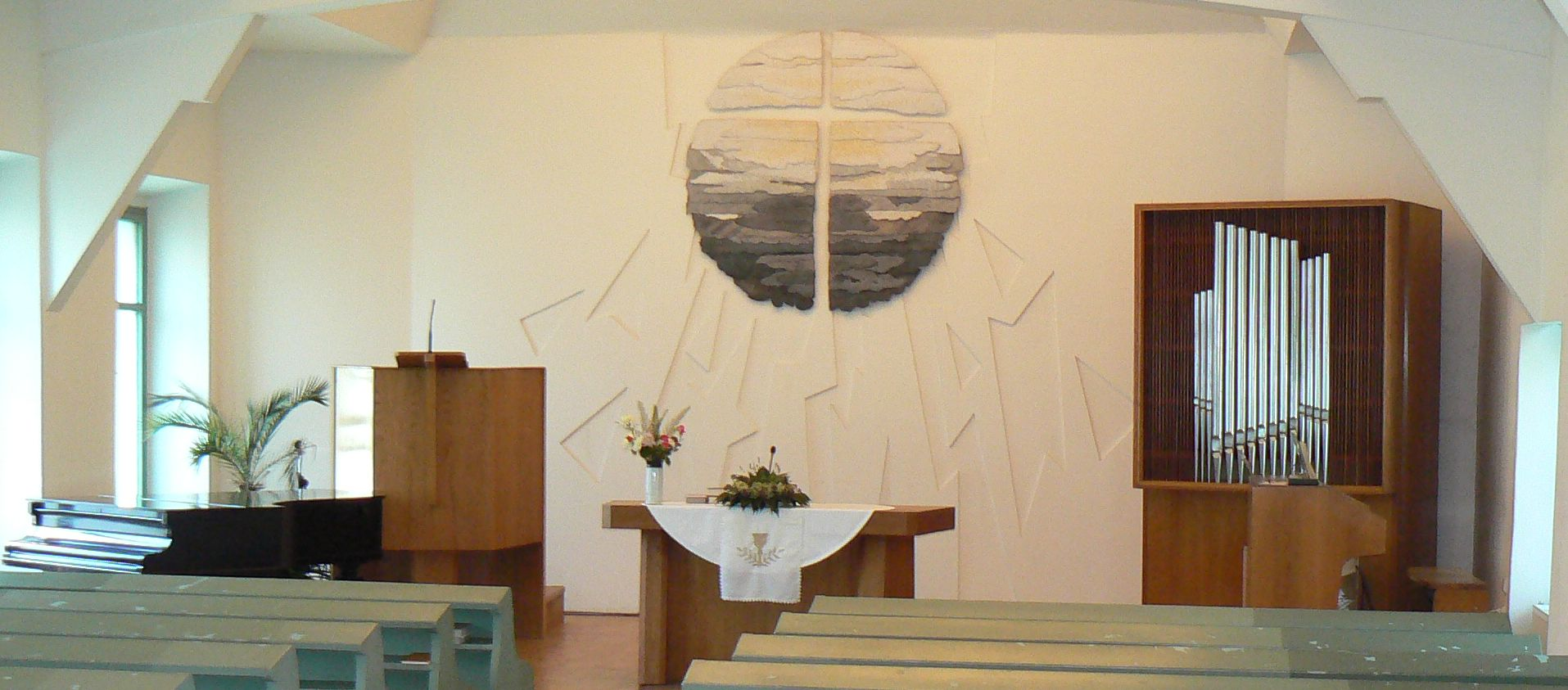
Interiér nového kostela

Jako fara nejprve sloužil dům č. 64 (na dnešní Husově ulici). V roce 1902 sbor koupil statek čp. 16 po Josefu Junglovi, kde byla fara až do roku 1932. V roce 1932 postavil sbor na zahradě pozemku faru novou. Nová fara je funkcionalistická vila a jejím autorem je známý architekt Bohumír Kozák, syn evangelického faráře Františka Kozáka. Tato fara slouží sboru dodnes.

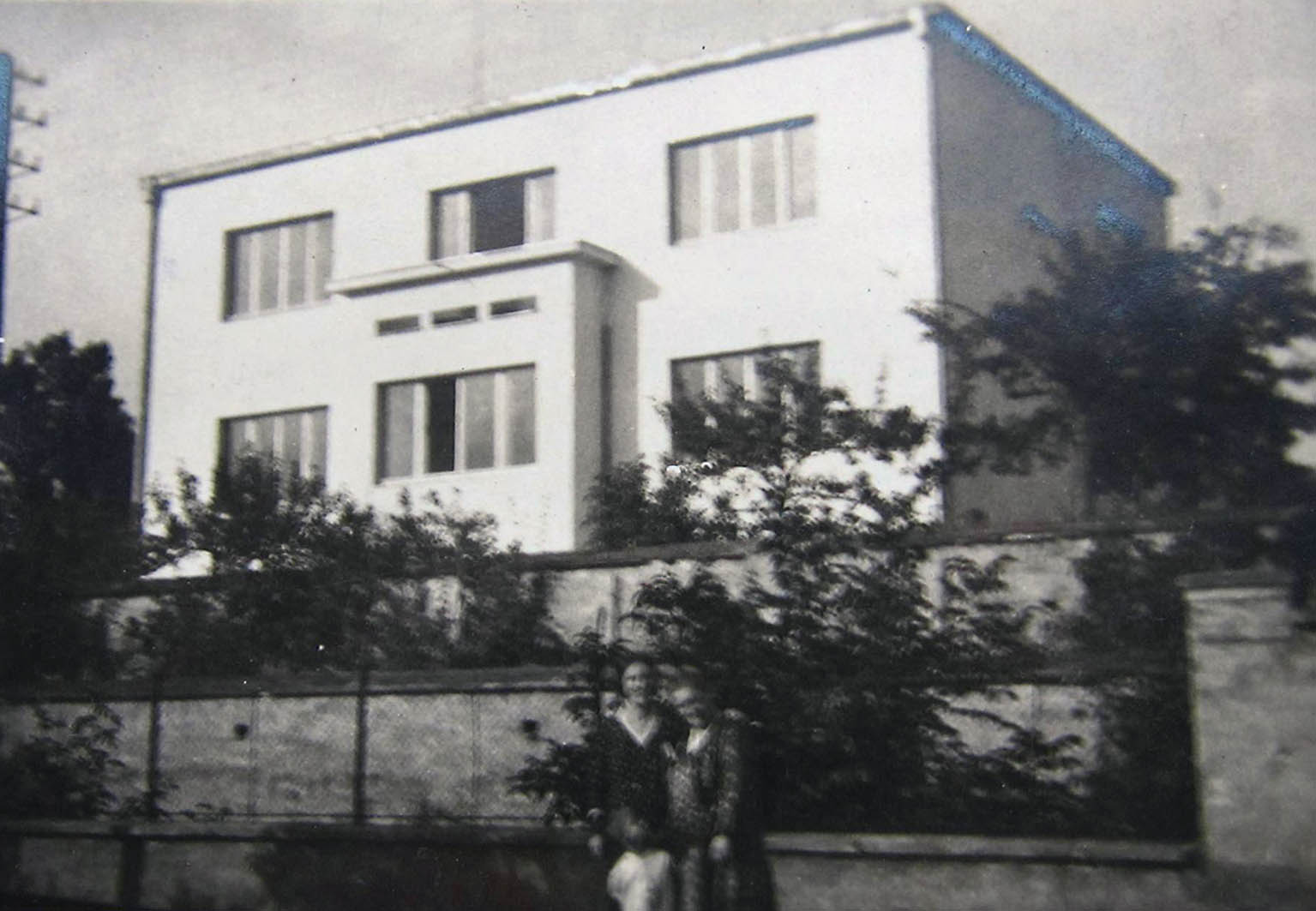
Evangelická fara - funkcionalistická vila Bohumíra Kozáka

Součástí sborové zahrady je také kulturní památka Altán Gloriet s terasami nad Labem.

## Sbor dnes
K činnosti sboru patří každotýdenní nedělní bohoslužby a další aktivity pro různé věkové i zájmové skupiny. Seniorům je určena kavárnička, vyučuje se náboženství, schází se skupina mládeže i střední generace. Konají se letní tábory pro děti. Pro širší veřejnost jsou pořádány večery s hostem Ekklésia. Pro svou výhodnou polohu i sborové prostory je sbor hostitelem mnoha regionálních setkání.

## Představitelé sboru

### Faráři
- 1895–1909 – Alois Jelen
- 1910–1930 – František Šustr
- 1931–1964 – Josef B. Jeschke (9. 9. 1902 – 23. 9. 1977)[2][3][4]
- 1962–1990 – Marie Taichová, roz. Čejková (4. 5. 1933[5] – 3. 12. 2010[6][7])
- 1990–2011 – Pavel Dvořáček (* 1950)
- 2011–2011 – Bohumil Baštecký (1943–2017)
- 2011 – Martin Fér (* 1974)

### Kurátoři
- 1895–1931 – Jan Urbánek
- 1931–1958 – Ladislav Ruml
- 1958–2006 – Jaroslav Hampl, Josef Lounek st., Vlastimil Hajský, Vladimír Kubíček, Pavel Polnický, Josef Lounek ml.
- 2006–2012 – Helena Exnerová
- 2012 – Michal Povolný